# Arne Lofthus
Arne Wallem Lofthus (23. september 1881 i Bergen – 16. maj 1962 i København) var en norsk/dansk maler.
Arne Lofthus var søn af den norske redaktør og højskolemand Olav Lofthus. Han ville oprindelig være arkitekt, og efter at have afsluttet sin skolegang på Bergen Katedralskole arbejdede han et år på et arkitektkontor. Derefter rejste han til København, hvor han var elev på Teknisk Skole 1899 – 1901.
I 1901 kom Arne Lofthus i forbindelse med Joakim Skovgaard og blev én af dennes medarbejdere ved freskoudsmykningen af Viborg Domkirke. Dette samarbejde varede frem til 1906 og i løbet af tiden i Viborg malede Lofthus også et portræt i freskoteknik af Joakim Skovgaard. Dette billede findes nu ophængt i domkirken. I årene 1902 – 03 studerede Lofthus ved Kristian Zahrtmanns malerskole i København og i 1907 debuterede han på Den Frie Udstilling.
Lofthus malede landskaber, interører, stilleben, blomstermotiver og portrætter, ofte i afdæmpede farver. Han er særlig blevet kendt for sin brug af freskoteknikken, men desuden malede han i olie og akvarel og tegnede med kul. Hans billeder bliver oftest henregnet til impressionismens forlængelse.
I 1907-08 studerede Lofthus i Paris. I 1909 blev han dansk gift og fra 1915 var han fast bosat i København. Han havde dog fortsat tætte forbindelser til hjemlandet. Han udstillede i Norge og malede gerne norske motiver, ikke mindst fra Bergen-området. Han repræsenterede Norge på internationale udstillinger i bl.a. London, Budapest, Barcelona, Wien og Paris og udstillede også i Stockholm og København. Især hans portrætter vandt stor yndest.
Han udførte også en del større dekorative arbejder, bl.a. i Bergens offentlige bibliotek, i Handelens og Søfartens Hus i Bergen og i Redernes Hus i Oslo. Han er repræsenteret på Nasjonalgalleriet i Oslo, på Bergen Kunstmuseum samt på Statens Museum for Kunst i København. På Det Nationalhistoriske Museum på Frederiksborg Slot hænger en række af hans portrætter, bl.a. af statsminister Niels Neergaard.